# Liste der Bundesstaaten des Sudan
Die Liste der sudanesischen Bundesstaaten zeigt den aktuellen Stand der Bundesstaaten im Sudan sowie des seit 9. Juli 2011 unabhängigen Staates Südsudan und ihre historische Entwicklung auf. Die geschichtliche Darstellung beginnt 1919 mit den ersten Provinzen des Anglo-Ägyptischen Sudan, fährt fort mit den Veränderungen der Verwaltungsgliederung in der unabhängigen Republik Sudan seit 1956, führt über die Einführung der ersten Bundesstaaten 1991, die 1994 durch die aktuellen Bundesstaaten abgelöst wurden zur aktuellen Situation nach der Unabhängigkeit des Südsudan.
Der Sudan war seit dem Jahr 2005 in 25 Bundesstaaten (arabisch: wilayat) gegliedert, die sich in insgesamt 133 Distrikte unterteilen. Jeder Bundesstaat wird von einem Gouverneur und seinem Ministerrat verwaltet. Dabei werden er und seine Minister direkt vom Präsidenten Sudans ernannt. Eine Ausnahme bildete dabei die autonome Region Südsudan, deren Gouverneure und Minister vom Präsidenten des Südsudans ernannt wurden, der gleichzeitig erster Vize-Präsident des Sudans war. Es ist geplant, die Ernennung durch eine allgemeine Wahl in den Bundesstaaten abzulösen. Seit 9. Juli 2011 bilden die zehn südliche Bundesstaaten den unabhängigen Staat Südsudan. Der Grenzverlauf ist teilweise noch umstritten, insbesondere das Abyei-Gebiet. Gemäß dem Friedensabkommen von 2005 wurde das Gebiet sowohl dem nördlichen Bundesstaat Dschanub Kurdufan als auch dem südsudanesischen Bundesstaat Schamal Bahr al-Ghazal zugerechnet.

## Situation seit der Unabhängigkeit Südsudans 2011
Die zehn südlichen Bundesstaaten bilden seit 9. Juli 2011 den unabhängigen Staat Südsudan. Im Unabhängigkeitsreferendum des Südsudan, das entsprechend dem Friedensabkommen vom 9. bis 15. Januar 2011 durchgeführt wurde, sprachen sich rund 99 % der abstimmenden Südsudanesen für die Unabhängigkeit aus.
Der sudanesische Staatschef Omar al-Baschir hat dieses Ergebnis anerkannt.
Die Unabhängigkeit wurde nach einer Übergangszeit am 9. Juli 2011 erklärt.
In Darfur sollte 2011 ebenfalls ein Referendum stattfinden, in dem entschieden werden sollte, ob die drei darfurischen Bundesstaaten wieder vereinigt werden. Zugleich gab die Regierung jedoch Pläne für zwei neue Bundesstaaten in dieser Region bekannt, Bahr al-Arab mit ad-Du'ain als Hauptstadt und Dschabal Marra mit Hauptstadt Zalingei.
Anfang Mai 2011 beschloss die Regierung die Schaffung der neuen Bundesstaaten unter den Namen Zentral- und Ost-Darfur. Hierzu würden die bisherigen Bundesstaaten West- und Süd-Darfur verkleinert werden, Nord-Darfur bliebe in seinen Grenzen unverändert.
Am 10. Januar 2012 stellte der sudanesische Präsident, Omer al-Bashir, drei Dekrete aus: Schaffung von zwei neuen Staaten und die Ernennung von neuen Gouverneuren für die Region Darfur.
| Nr. | Bundesstaat       | englisch       | deutsch        | Hauptstadt    |
| --- | ----------------- | -------------- | -------------- | ------------- |
| 1   | al-Bahr al-ahmar  | Red Sea        | Rotes Meer     | Bur Sudan     |
| 2   | al-Chartum        | Khartoum       |                | Khartum       |
| 3   | al-Dschazira      | Gezira         | Die Insel      | Wad Madani    |
| 4   | al-Qadarif        | Gedarif        |                | al-Qadarif    |
| 5   | an-Nil al-abyad   | White Nile     | Weißer Nil     | Rabak         |
| 6   | an-Nil al-azraq   | Blue Nile      | Blauer Nil     | ad-Damazin    |
| 7   | asch-Schamaliyya  | Northern       | Die Nördliche  | Dunqula       |
| 8   | Dschanub Darfur   | South Darfur   | Süd-Darfur     | Nyala         |
| 9   | Dschanub Kurdufan | South Kordofan | Süd-Kurdufan   | Kaduqli       |
| 10  | Gharb Darfur      | West Darfur    | West-Darfur    | Al-Dschunaina |
| 11  | Gharb Kurdufan    | West Kordofan  | West-Kurdufan  | Al-Fulah      |
| 12  | Kassala           |                |                | Kassala       |
| 13  | Nahr an-Nil       | River Nile     | Nil-Fluss      | ad-Damir      |
| 14  | Sannar            | Sennar         |                | Sannar        |
| 15  | Schamal Darfur    | North Darfur   | Nord-Darfur    | al-Faschir    |
| 16  | Schamal Kurdufan  | North Kordofan | Nord-Kurdufan  | al-Ubayyid    |
| 17  | Scharq Darfur     | East Darfur    | Ost-Darfur     | ad-Du'ain     |
| 18  | Wasat Darfur      | Central Darfur | Zentral-Darfur | Zalingei      |

| Rang | Bundesstaat       | Fläche in km² | Anteil an der Gesamtfläche |
| ---- | ----------------- | ------------- | -------------------------- |
| 1    | asch-Schamaliyya  | 348.765       | 19,24 %                    |
| 2    | Schamal Darfur    | 296.420       | 16,36 %                    |
| 3    | al-Bahr al-ahmar  | 218.887       | 12,08 %                    |
| 4    | Schamal Kurdufan  | 185.302       | 10,22 %                    |
| 5    | Dschanub Kurdufan | 158.355       | 8,74 %                     |
| 6    | Dschanub Darfur   | 127.300       | 7,02 %                     |
| 7    | Nahr an-Nil       | 122.123       | 6,74 %                     |
| 8    | Gharb Darfur      | 79.460        | 4,38 %                     |
| 9    | al-Qadarif        | 75.263        | 4,15 %                     |
| 10   | an-Nil al-azraq   | 45.844        | 2,53 %                     |
| 11   | Sannar            | 37.844        | 2,09 %                     |
| 12   | Kassala           | 36.710        | 2,03 %                     |
| 13   | an-Nil al-abyad   | 30.411        | 1,68 %                     |
| 14   | al-Dschazira      | 27.549        | 1,52 %                     |
| 15   | al-Chartum        | 22.142        | 1,22 %                     |
| 16   | Scharq Darfur     |               |                            |
| 17   | Wasat Darfur      |               |                            |
|      | Gesamtfläche      | 1.812.375     | 100,00 %                   |

| Rang | Bundesstaat       | Einwohner (Berechnung 2017) | Anteil an der Gesamtbevölkerung |
| ---- | ----------------- | --------------------------- | ------------------------------- |
| 1    | al-Chartum        | 7.687.500                   | 18,84 %                         |
| 2    | al-Dschazira      | 4.926.600                   | 12,08 %                         |
| 3    | Dschanub Darfur   | 3.672.400                   | 9,00 %                          |
| 4    | Kassala           | 2.438.800                   | 5,98 %                          |
| 5    | an-Nil al-abyad   | 2.410.300                   | 5,91 %                          |
| 6    | Schamal Darfur    | 2.296.100                   | 5,63 %                          |
| 7    | Schamal Kurdufan  | 2.206.800                   | 5,41 %                          |
| 8    | al-Qadarif        | 2.108.500                   | 5,17 %                          |
| 9    | Sannar            | 1.847.500                   | 4,53 %                          |
| 10   | Gharb Kurdufan    | 1.737.700                   | 4,26 %                          |
| 11   | Scharq Darfur     | 1.547.800                   | 3,80 %                          |
| 12   | Nahr an-Nil       | 1.472.300                   | 3,61 %                          |
| 13   | al-Bahr al-ahmar  | 1.447.800                   | 3,55 %                          |
| 14   | Dschanub Kurdufan | 1.263.400                   | 3,08 %                          |
| 15   | an-Nil al-azraq   | 1.080.700                   | 2,65 %                          |
| 16   | Gharb Darfur      | 995.200                     | 2,44 %                          |
| 17   | asch-Schamaliyya  | 913.500                     | 2,24 %                          |
| 18   | Wasat Darfur      | 729.900                     | 1,79 %                          |
|      | Gesamtbevölkerung | 40.782.700                  | 100,00 %                        |

## Historische Entwicklung

### Provinzen 1919–1948
Die acht Provinzen des Anglo-Ägyptischen Sudan wurden zunächst nicht klar definiert. Aber mit Beginn des Zweiten Weltkrieges wurden die Grenzen eindeutig festgelegt und stellen sich folgendermaßen dar:
| Nr. | Provinz          | englisch   | deutsch       | Hauptstadt |
| --- | ---------------- | ---------- | ------------- | ---------- |
| 1   | A'li an-Nil      | Upper Nile | Obernil       | Malakal    |
| 2   | al-Chartum       | Khartoum   | Khartum       | Khartum    |
| 3   | an-Nil al-azraq  | Blue Nile  | Blauer Nil    | Wad Madani |
| 4   | asch-Schamaliyya | Northern   | Die Nördliche | ad-Damir   |
| 5   | Equatoria        | Equatoria  | Äquatoria     | Dschuba    |
| 6   | Darfur           | Darfur     | Darfur        | al-Faschir |
| 7   | Kassala          | Kassala    | Kassala       | Kassala    |
| 8   | Kurdufan         | Kordofan   | Kurdufan      | al-Ubayyid |

### Provinzen 1948–1973
Auf der Dschuba-Konferenz 1947 wurde die administrative Angliederung von Äquatoria an Sudan beschlossen. Als Folge wurde 1948 Bahr al-Ghazal von der Provinz Äquatoria abgespalten, um das Gebiet besser verwalten zu können. Die restlichen Provinzen blieben unverändert. Bei der Unabhängigkeit Sudans 1956 wurden die Provinzen beibehalten.

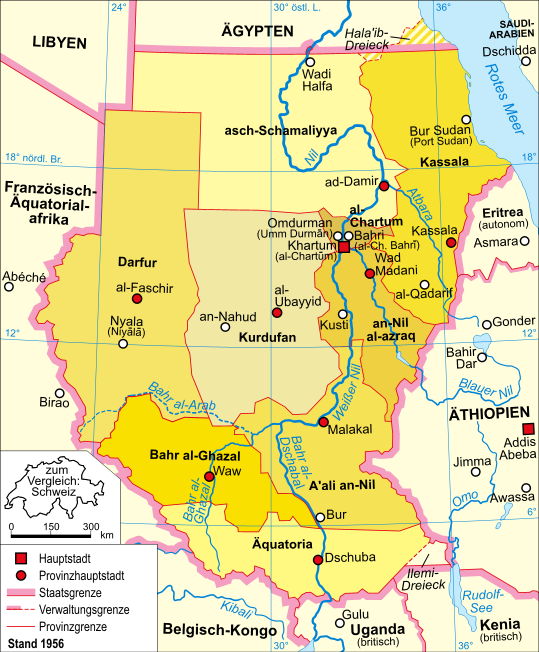
Verwaltungsgliederung Sudans 1948–1973 (Stand 1956)

| Nr. | Provinz          | englisch       | deutsch       | Hauptstadt |
| --- | ---------------- | -------------- | ------------- | ---------- |
| 1   | A'li an-Nil      | Upper Nile     | Obernil       | Malakal    |
| 2   | al-Chartum       | Khartoum       |               | Khartum    |
| 3   | an-Nil al-azraq  | Blue Nile      | Blauer Nil    | Wad Madani |
| 4   | asch-Schamaliyya | Northern       | Die Nördliche | ad-Damir   |
| 5   | Äquatoria        | Equatoria      |               | Dschuba    |
| 6   | Bahr al-Ghazal   | Bahr el Ghazal | Gazellenfluss | Waw        |
| 7   | Darfur           | Darfur         |               | al-Faschir |
| 8   | Kassala          | Kassala        |               | Kassala    |
| 9   | Kurdufan         | Kordofan       |               | al-Ubayyid |

### Provinzen 1973–1974
Die Provinz al-Bahr al-ahmar (Rotes Meer) wurde 1973 von der Provinz Kassala abgespalten.

### Provinzen 1974–1976
Im Jahr 1974 wurden einige Provinzen in kleinere Provinzen geteilt. Die Provinz Darfur wurde in Nord-Darfur und Süd-Darfur aufgeteilt. Die Provinzen al-Dschazira und an-Nil al-abyad (Weißer Nil) wurden von der Provinz an-Nil al-azraq (Blauer Nil) abgespalten. Die Provinz Kurdufan wurde in Nord-Kurdufan und Süd-Kurdufan aufgeteilt. Die Provinz Nahr an-Nil (Nilfluss) wurde aus Teilen von den Provinzen Kassala und asch-Schamaliyya geschaffen.

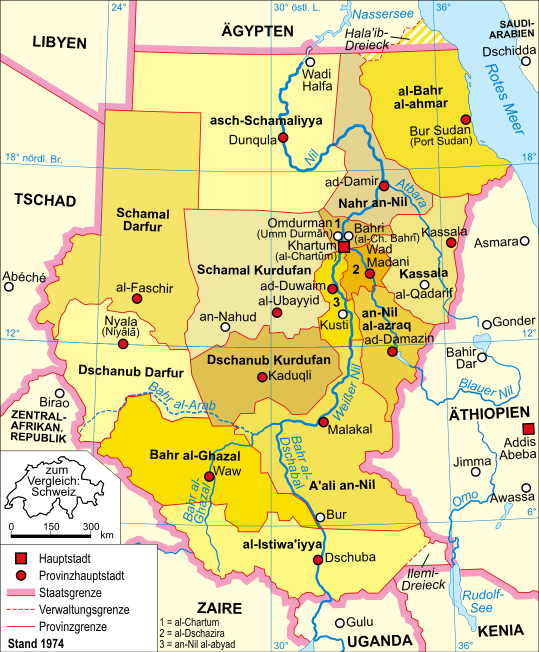
Verwaltungsgliederung Sudans 1974–1976 (Stand 1974)

| Nr. | Provinz           | englisch          | deutsch       | Hauptstadt |
| --- | ----------------- | ----------------- | ------------- | ---------- |
| 1   | A'li an-Nil       | Upper Nile        | Obernil       | Malakal    |
| 2   | al-Bahr al-ahmar  | Red Sea           | Rotes Meer    | Bur Sudan  |
| 3   | al-Chartum        | Khartoum          |               | Khartum    |
| 4   | al-Dschazira      | El Gezira         | Die Insel     | Wad Madani |
| 5   | al-Istiwa'iyya    | Equatoria         | Äquatoria     | Dschuba    |
| 6   | an-Nil al-abyad   | White Nile        | Weißer Nil    | ad-Duwaim  |
| 7   | an-Nil al-azraq   | Blue Nile         | Blauer Nil    | ad-Damazin |
| 8   | asch-Schamaliyya  | Northern          | Die Nördliche | Dunqula    |
| 9   | Bahr al-Ghazal    | Bahr el Ghazal    | Gazellenfluss | Waw        |
| 10  | Dschanub Darfur   | Southern Darfur   | Süd-Darfur    | Nyala      |
| 11  | Dschanub Kurdufan | Southern Kordofan | Süd-Kurdufan  | Kaduqli    |
| 12  | Kassala           |                   |               | Kassala    |
| 13  | Nahr an-Nil       | Nile              | Nil           | ad-Damir   |
| 14  | Schamal Darfur    | Northern Darfur   | Nord-Darfur   | al-Faschir |
| 15  | Schamal Kurdufan  | Northern Kordofan | Nord-Kurdufan | al-Ubayyid |

### Provinzen 1976–1991
Im Jahr 1976 wurde eine erneute Zergliederung in kleinere Provinzen vorgenommen. Die Provinz Al-Buhairat (Die Seen) wurde von der Provinz Bahr al-Ghazal abgespalten. Die Provinz Äquatoria wurde in West-Äquatoria und Ost-Äquatoria aufgeteilt. Die Provinz Dschunqali wurde von der Provinz A'li an-Nil (Obernil) abgespalten. Die Provinzaufteilung stellt sich also folgendermaßen dar:

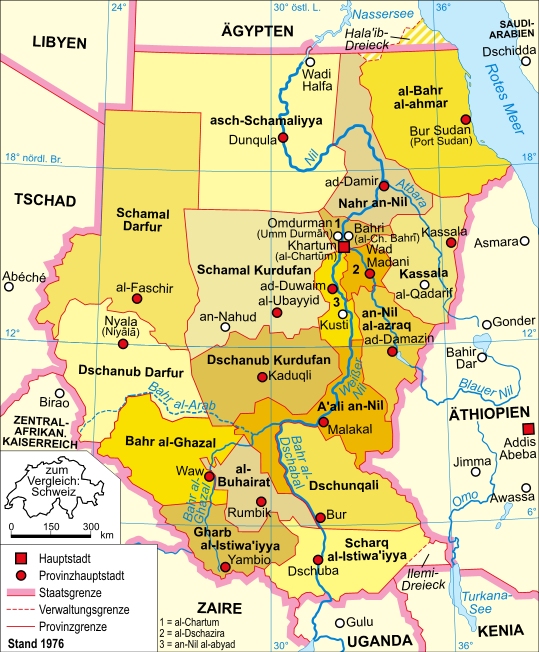
Verwaltungsgliederung Sudans 1976–1991 (Stand 1976)

| Nr. | Provinz               | englisch          | deutsch        | Hauptstadt |
| --- | --------------------- | ----------------- | -------------- | ---------- |
| 1   | A'li an-Nil           | Upper Nile        | Obernil        | Malakal    |
| 2   | al-Bahr al-ahmar      | Red Sea           | Rotes Meer     | Bur Sudan  |
| 3   | al-Buhairat           | Lakes             | Die Seen       | Rumbik     |
| 4   | al-Chartum            | Khartoum          |                | Khartum    |
| 5   | al-Dschazira          | El Gezira         | Die Insel      | Wad Madani |
| 6   | an-Nil al-abyad       | White Nile        | Weißer Nil     | ad-Duwaim  |
| 7   | an-Nil al-azraq       | Blue Nile         | Blauer Nil     | ad-Damazin |
| 8   | asch-Schamaliyya      | Northern          | Die Nördliche  | Dunqula    |
| 9   | Bahr al-Ghazal        | Bahr el Ghazal    | Gazellenfluss  | Waw        |
| 10  | Dschanub Darfur       | Southern Darfur   | Süd-Darfur     | Nyala      |
| 11  | Dschanub Kurdufan     | Southern Kordofan | Süd-Kurdufan   | Kaduqli    |
| 12  | Dschunqali            | Junglei           | Jonglei        | Bur        |
| 13  | Gharb al-Istiwa'iyya  | Western Equatoria | West-Äquatoria | Yambio     |
| 14  | Kassala               |                   |                | Kassala    |
| 15  | Nahr an-Nil           | Nile              | Nil            | ad-Damir   |
| 16  | Schamal Darfur        | Northern Darfur   | Nord-Darfur    | al-Faschir |
| 17  | Schamal Kurdufan      | Northern Kordofan | Nord-Kurdufan  | al-Ubayyid |
| 18  | Scharq al-Istiwa'iyya | Eastern Equatoria | Ost-Äquatoria  | Dschuba    |

### Bundesstaaten 1991–1994
1991 wurde ein föderales System mit neun Bundesstaaten, die den neun Provinzen von 1948 bis 1973 entsprechen, eingeführt. Die Bundesstaaten wurden weiter in 66 Provinzen und die Provinzen erneut in 281 Distrikte unterteilt. Dabei weichen allerdings die Namen der Bundesstaaten von denen der Provinzen stellenweise ab. So heißt die ehemalige Provinz Kassala jetzt asch-Scharqiyya (arabisch الشرقية, deutsch „Die Nördliche“), die Provinz an-Nil al-azraq jetzt al-Wusta (الوسطى, deutsch die Zentrale) und die Provinz Äquatoria jetzt al-Istiwa'iyya (arabisch الاستوائية), was die arabische Übersetzung des Namens der Provinz ist.

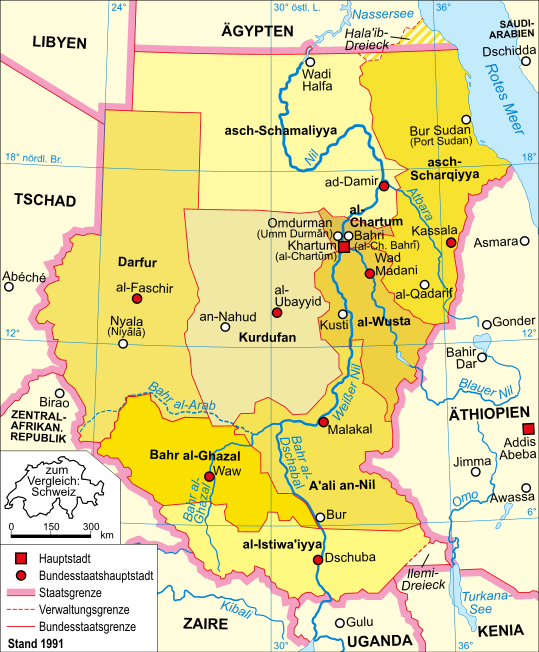
Verwaltungsgliederung Sudans 1991–1994 (Stand 1991)

| Nr. | Bundesstaat      | englisch       | deutsch       | Hauptstadt |
| --- | ---------------- | -------------- | ------------- | ---------- |
| 1   | A'li an-Nil      | Upper Nile     | Obernil       | Malakal    |
| 2   | al-Istiwa'iyya   | Equatoria      | Äquatoria     | Dschuba    |
| 3   | al-Chartum       | Khartoum       |               | Khartum    |
| 4   | al-Wusta         | Central        | Zentral       | Wad Madani |
| 5   | asch-Schamaliyya | Northern       | Die Nördliche | ad-Damir   |
| 6   | asch-Scharqiyya  | Eastern        | Die Östliche  | Kassala    |
| 7   | Bahr al-Ghazal   | Bahr el Ghazal | Gazellenfluss | Waw        |
| 8   | Darfur           | Darfur         |               | al-Faschir |
| 9   | Kurdufan         | Kordofan       |               | al-Ubayyid |

### Bundesstaaten 1994–2005
Am 14. Februar 1994 reorganisierte sich der Sudan und schuf 26 Bundesstaaten. Jeder neue Bundesstaat bildet einen Teil eines Bundesstaates von vor 1994. So bilden zum Beispiel Nord-Darfur, West-Darfur und Süd-Darfur den alten Bundesstaat Darfur. Die Verwaltungsebene der Provinzen wurde abgeschafft und die Anzahl der Distrikte von 281 auf 133 reduziert.

### Bundesstaaten 2005–2011
Ende 2005 wurde Westkordofan aufgelöst und sein Gebiet zwischen Nord- und Südkordofan aufgeteilt.
Am 15. April 2006 änderte die Regionalregierung des Bundesstaates Bahr al-Dschabal den Namen des Bundesstaates in Al-Istiwa'iyya al-wusta (Zentral-Äquatoria).
| Nr. | Bundesstaat             | englisch                | deutsch                  | Hauptstadt    |
| --- | ----------------------- | ----------------------- | ------------------------ | ------------- |
| 1   | A'ali an-Nil            | Upper Nile              | Obernil                  | Malakal       |
| 2   | al-Bahr al-ahmar        | Red Sea                 | Rotes Meer               | Bur Sudan     |
| 3   | Al-Buhairat             | Lakes                   | Seen                     | Rumbek        |
| 4   | al-Chartum              | Khartoum                |                          | Khartum       |
| 5   | al-Dschazira            | Gezira                  | Die Insel                | Wad Madani    |
| 6   | Al-Istiwa'iyya al-wusta | Central Equatoria       | Zentral-Äquatoria        | Juba          |
| 7   | al-Qadarif              | Gedarif                 |                          | al-Qadarif    |
| 8   | Al-Wahda                | Unity                   | Einheit                  | Bentiu        |
| 9   | an-Nil al-abyad         | White Nile              | Weißer Nil               | Rabak         |
| 10  | an-Nil al-azraq         | Blue Nile               | Blauer Nil               | ad-Damazin    |
| 11  | asch-Schamaliyya        | Northern                | Die Nördliche            | Dunqula       |
| 12  | Dschanub Darfur         | South Darfur            | Süd-Darfur               | Nyala         |
| 13  | Dschanub Kurdufan       | South Kordofan          | Süd-Kurdufan             | Kaduqli       |
| 14  | Dschunqali              | Jonglei                 | Jonglei                  | Bur           |
| 15  | Gharb al-Istiwa'iyya    | Western Equatoria       | West-Äquatoria           | Yambio        |
| 16  | Gharb Bahr al-Ghazal    | Western Bahr el Ghazal  | Westlicher Gazellenfluss | Waw           |
| 17  | Gharb Darfur            | West Darfur             | West-Darfur              | al-Dschunaina |
| 18  | Kassala                 |                         |                          | Kassala       |
| 19  | Nahr an-Nil             | River Nile              | Nil-Fluss                | ad-Damir      |
| 20  | Sannar                  | Sennar                  |                          | Sannar        |
| 21  | Schamal Bahr al-Ghazal  | Northern Bahr el Ghazal | Nördlicher Gazellenfluss | Aweil         |
| 22  | Schamal Darfur          | North Darfur            | Nord-Darfur              | al-Faschir    |
| 23  | Schamal Kurdufan        | North Kordofan          | Nord-Kurdufan            | al-Ubayyid    |
| 24  | Scharq al-Istiwa'iyya   | Eastern Equatoria       | Ost-Äquatoria            | Dschuba       |
| 25  | Warab                   | Warrap                  | Wārāb                    | Kwajok        |

## Liste der Bundesstaaten des Sudan (einschließlich des Südsudan) bzgl. der historischen Provinzen
Diese Liste zeigt die geographische Zugehörigkeit der aktuellen Bundesstaaten zu den historischen Provinzen. Dabei stehen die aktuellen Bundesstaaten am weitesten eingerückt und die historischen Provinzen von 1919 bis 1948 an erster Stelle. Als Beispiel sei die erste Provinz Blue Nile erläutert: zur Provinz Blue Nile gehörten die heutigen Bundesstaaten al-Dschazira, an-Nil al-azraq, Sannar und an-Nil al-abyad. Dabei bildeten allerdings die heutigen Bundesstaaten an-Nil al-azraq und Sannar zeitweise die Provinz an-Nil al-azraq.
| - Blue Nile (Blauer Nil) - al-Dschazira - an-Nil al-azraq (Blauer Nil) - an-Nil al-azraq (Blauer Nil) - Sannar - an-Nil al-abyad (Weißer Nil) - Darfur - Schamal Darfur (Nord-Darfur) - Dschanub Darfur (Süd-Darfur) - Gharb Darfur (West-Darfur) - Scharq Darfur (Ost-Darfur) - Wasat Darfur (Zentral-Darfur) - Äquatoria - Bahr al-Ghazal - Al-Buhairat (Lakes) - Al-Buhairat (Lakes) - Warab - Schamal Bahr al-Ghazal (Nord-Bahr-al-Ghazal) - Gharb Bahr al-Ghazal (West-Bahr-al-Ghazal) - Scharq al-Istiwa'iyya (Ost-Äquatoria) - Al-Istiwa'iyya al-wusta (Zentral-Äquatoria) - Scharq al-Istiwa'iyya (Ost-Äquatoria) - Gharb al-Istiwa'iyya (West-Äquatoria) - Kassala - Kassala - Kassala - Al-Qadarif - al-Bahr al-ahmar (Rotes Meer) - Nahr an-Nil (Nilfluss) - al-Chartum - Kurdufan - Schamal Kurdufan (Nord Kurdufan) - Dschanub Kurdufan (Süd Kurdufan) - Gharb Kurdufan (West Kurdufan) - asch-Schamaliyya (Northern) - asch-Schamaliyya (Northern) - Nahr an-Nil (Nilfluss) - A'li an-Nil (Obernil) - Dschunqali - A'li an-Nil (Obernil) - A'li an-Nil (Obernil) - al-Wahda (Einheit) |